# Schuyler Colfax
Schuyler Colfax (ur. 23 marca 1823 w Nowym Jorku, zm. 13 stycznia 1885 w Mankato) – 17. wiceprezydent Stanów Zjednoczonych, 29. spiker Izby Reprezentantów Stanów Zjednoczonych.